# Марк Марій Гратідіан
Марк Марій Гратідіан (лат. Marcus Marius Gratidianus; 126/125 — кінець 82 р. до н. е.) — римський політичний діяч, двічі претор (приблизно у 85 і 84 роках до н. е.). Був племінником Гая Марія і видним діячем маріанської «партії». Під час претури провів фінансову реформу, що мала доброчинні наслідки для римської економіки. Став жертвою сулланського терору, причому загинув, за однією з версій, від руки Луція Сергія Катіліни.

## Походження
Марк Марій належав до знаті міста Арпін у південному Лації, яка мала римське громадянство. Його рідним батьком був Марк Гратідій, префект при Марці Антонії Ораторі під час його кілікійського намісництва, загиблий в 102 році до н. е.. По матері Марк-молодший був племінником Гая Марія, семиразового консула Римської республіки. Брат Гая, Марк Марій, усиновив юного Гратідія, який з цього моменту мав ім'я Марк Марій Гратідіан.
Рідна тітка Марія була бабусею Марка Туллія Цицерона, який теж походив з Арпіна. Цицерон згадує про це у трактаті «Про обов'язки».

## Життєпис
Виходячи з хронології кар'єри Марка Марія, антикознавці датують його народження 126/125 роком до н. е. Перші згадки про нього відносяться до 90-х років до н. е. і пов'язані з двома судовими процесами. Це були тяжби з Гаєм Визеллієм Акулеоном (приблизно в 95 році до н. е.) і  Сергієм Оратою (незадовго до 91 року до н. е.). Інтереси Гратідіана в цих процесах захищали Луцій Елій Ламія та Марк Антоній відповідно, а інтереси його противників — в обох випадках найкращий оратор епохи Луцій Ліциній Красс; суддею у першому випадку був Марк Перперна. Суть справи відома тільки у зв'язку з другої тяганиною: Марк Марій купив у Орати будинок, а потім продав цей будинок йому ж і не згадав у купчій той факт, що деякі частини будівлі знаходяться тільки в умовному володінні (він вважав, що покупець і без того це знає). Ората використав це упущення, щоб подати позов про зловмисне приховування важливих відомостей. Які рішення ухвалили судді, невідомо.
У 87 році до н. е. Гратідіан обіймав посаду народного трибуна. В цей час в Римі точилася політична боротьба між одним з консулів, Луцієм Корнелієм Цинною, та сенатською «партією», яка швидко переросла в громадянську війну. Цинна втік зі столиці й уклав союз з Гаєм Марієм. Гратідіан, мабуть, ще раніше підтримав консула. Аппіан називає серед сенаторів, що рушити за Цинною, «Гая Марія-другого», який в цей час насправді був в Африці; дослідники вважають, що письменник мав на увазі іншого Марія, Марка. Епітоматор Лівія повідомляє, що Цинну підтримали шестеро з десяти народних трибунів цього року, і Гратідіан напевно був в їх числі.
Наприкінці того ж року Гай Марій і Цинна зайняли Рим і почали репресії проти своїх ворогів. Одного з останніх, Квінта Лутація Катула, Гратідіан викликав до суду. Що саме інкримінувалося цьому нобилю, невідомо; мова могла йти про незаконне оголошення «ворогами» роком раніше дванадцяти осіб, включаючи Гая Марія, і про наступне за цим вбивство народного трибуна Публія Сульпіція. Таким чином, Катулу могла загрожувати страта. Розуміючи безнадійність справи, Квінт Лутацій заподіяв собі смерть.
Незабаром після цих подій Гратідіан став претором (можливо у 85 році до н. е.). У цій якості він видав едикт, стабілізувавший грошовий обіг; за однією версією, з обігу вилучалася зіпсута монета, з іншого, посилювався нагляд за правильним обмінним курсом (16 асів за один денарій). У будь-якому випадку едикт зупиняв девальвацію монети та був вигідний для фінансистів і тих, хто отримував платню живими грошима (солдатів, найманих робітників тощо). В результаті Марк Марій став дуже популярний: на вулицях Риму встановлювали його статуї, перед якими горіли воскові світильники, і претор був переобраний на наступний рік. Цицерон стверджував, що едикт був складений спільно преторами і народними трибунами, але Гратідіан приписав собі всі заслуги, розраховуючи на хвилі народної любові досягти не тільки повторної претури, але і консулату.
Кар'єра і життя Марка Марія обірвалися через чергову громадянську війну. У 82 році до н. е. ворог маріанської «партії» Луцій Корнелій Сулла зайняв Рим і розгорнув терор, однією з жертв якого став Гратідіан. Вбивство останнього було скоєно з особливою, демонстративною жорстокістю. Марка Марія витягли з козячого хліва, де він ховався, і провели через все місто; за Тибром, на гробниці Лутаціїв, йому викололи очі, відрізали вуха і язик, відрубали або переламали руки та ноги, «щоб у нього, таким чином, відмирали члени окремо». За словами Сенеки, Сулла «поступово роздирав [Марка Марія] на частини, немов бажаючи ще і ще вбивати його, завдаючи кожну нову рану так, немов знову його вбиває».
Безпосереднім вбивцею, за даними Плутарха та Сенеки, був Луцій Сергій Катіліна (згодом знаменитий змовник), який хотів таким чином віддячити Суллі за внесення в проскрипційні списки його брата. Автор Бернської схолії до Лукана наводить дві версії: за однією, Гратідіана вбив Катіліна, згідно з іншою — Квінт Лутацій Катул-молодший (згодом Капітолін), мстивший за батька. Можливо, Катул звернувся до Сулли з проханням про помсту, і той наказав Катіліні вбити Марка Марія — тому все й було зроблено настільки жорстоко. Крім того, існує думка, що римські нобілі з-поміж прихильників Сулли мстилися Гратідіану за його преторський едикт, який виявився вкрай невигідним для великих землевласників.
Відрубану голову Марка Марія принесли Суллі, а потім відправили під Пренесте, де все ще тримав оборону двоюрідний брат убитого, Гай Марій-молодший. Її пронесли навколо міських стін; вгадавши кузена, Гай, за словами Оросія, «впав у крайній відчай» і незабаром заподіяв собі смерть.

## Пам'ять
Численні статуї Марка Марія були скинуті відразу після перемоги Сули. Марк Тулій Цицерон писав, про Гратідіана, у своєму трактаті «Про обов'язки» як про нечесного політика у зв'язку з його преторським едиктом: «Чи личить чесному чоловікові брехати заради своєї вигоди, злісно звинувачувати, відбирати що-небудь, обманювати? Жодним чином». У трактаті Сенеки «Про гнів», Марк Марій постає як «чоловік, можливо, який зазнав поганого впливу, однак улюблений народом, і цілком заслужено, хоча, напевно, надмірно».